# Stefan Srebrny

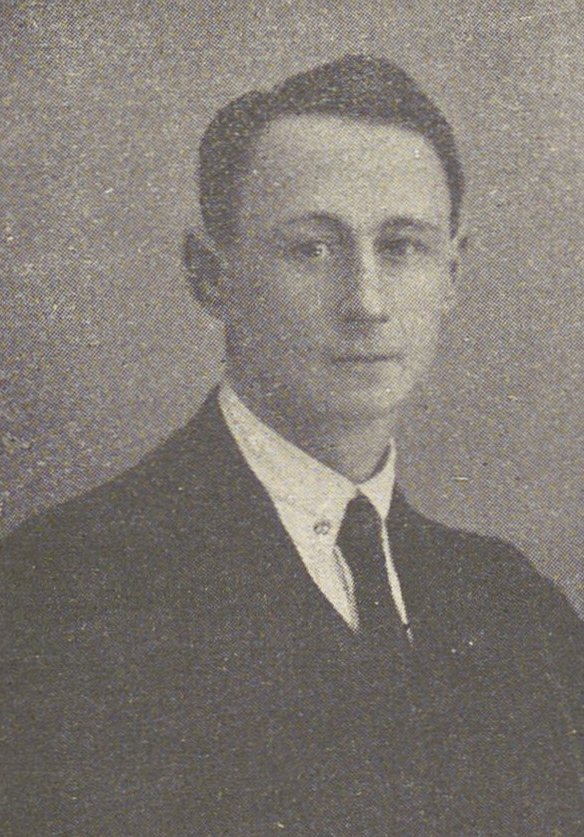
Stefan Srebrny, 1926 publizierte Photographie

Stefan Srebrny (* 14. Januar 1890 in Warschau; † 12. Oktober 1962) war ein polnischer Klassischer Philologe, der vor allem zum altgriechischen Theater und hier vor allem zu den Tragödien forschte.

## Leben
Stefan Srebrny besuchte zunächst das Gymnasium in Warschau, musste dieses aber verlassen, als er sich 1905 an einer antirussisch motivierten Streikaktion beteiligt hatte. Seine Schulausbildung setzte er in Charkiw fort, wo er 1907 das Abitur bestand. Ursprünglich eher der Philosophie zugeneigt, schrieb er sich an der Universität Sankt Petersburg, wo dieses Fach nicht existierte, in Klassischer Philologie ein. Dort prägten ihn die Professoren Michael Rostovtzeff und besonders Tadeusz Stefan Zieliński. Seinen Abschluss erlangte er 1912 mit einer Arbeit über die Eumeniden, den letzten Teil der Orestie des Tragödiendichters Aischylos. 1916 erhielt er an der Sankt Petersburger Universität die Lehrberechtigung, kehrte aber 1918 nach Gründung des Staates Polen in seine Heimat zurück. Dort wurde er an die neu gegründete Katholische Universität Lublin berufen, an der er bis 1923 als Professor für Klassische Philologie lehrte.
Nach einer kurzen Tätigkeit an der Universität Warschau wechselte er 1924 als außerordentlicher Professor für griechische Philologie an die Universität Vilnius. Dort stieg er 1936 zum ordentlichen Professor auf. In der Besetzungszeit des Zweiten Weltkriegs engagierte sich Srebrny in der im Untergrund organisierten Ausbildung von Schauspielern; nach der zwischenzeitlichen Schließung der Universität Vilnius arbeitete er auch im dortigen Staatsarchiv. Mit Ende des Weltkriegs ging er wie viele Wissenschaftler aus Vilnius an die 1945 neu gegründete Nikolaus-Kopernikus-Universität Toruń, an deren Aufbau er mitwirkte und deren Lehrstuhl für Klassische Philologie er übernahm. Nach kurzer Krankheit starb er 1962.

## Schriften (Auswahl)
- Ajschylos, Tragedie. Übersetzt und herausgegeben. PIW, Kraków 1952.
- Studia scaenica (= Archiwum filologiczne. N. S., Band 5). Ossolineum, Breslau 1960.
- Wort und Gedanke bei Aischylos. Ins Deutsche Übersetzt von Maria Witkowska (= Archiwum filologiczne. Band 7). Ossolińskich, Breslau 1964.
- Teatr grecki i polski. PWN, Warszawa 1984.